# فاست إدي
فاست إدي (بالإنجليزية: Fast Eddie)‏ هو موسيقي ودي جيه ومنتج أسطوانات أمريكي، ولد في 20 يناير 1969 في شيكاغو في الولايات المتحدة.

## وصلات خارجية
- فاست إدي على موقع ميوزك برينز (الإنجليزية)
- فاست إدي على موقع أول ميوزيك (الإنجليزية)
- فاست إدي على موقع ديسكوغز (الإنجليزية)